# Налл
Налл — вигаданий суперлиходій, який з'являється в американських коміксах, виданих Marvel Comics, зазвичай пов'язаних з Веномом і Карнажем. Пізніше його заднім числом було визнано невидимим ворогом Тора та Срібного Серфера, оскільки він стояв за місією Ґорра, бога-різника, щоб полювати та вбивати різних божеств, на додаток до конфлікту з Срібним Серфером через темпоральну чорну діру в часі. Персонаж зображений як зле божество, яке створило зброю, відому як All-Black the Necrosword, і інопланетні раси, відомі як Klyntar/Symbiotes та Exolons. Персонаж буде грати більш важливу роль у всесвіті Marvel.
Налл був описаний як один із наймогутніших суперлиходіїв Marvel.
Налл — первісне божество, що має надсилу, спритність, безсмертя і здатність до зцілення. Він має Вищий Умбракінез, оскільки може виявляти пітьму для створення зброї та істот, яких він називає «Жива безодня», якими він може керувати, а також збільшувати їхню силу. Завдяки цьому Віден знайшов нові здібності, а також це дозволило одному з драконів Налла бути таким же швидким, як Срібний Серфер, і несприйнятливим до вогню та високочастотним звукам. Налл також має обмежені здібності до перевтілення, включаючи здатність перетворювати свій людиноподібний рот на ікласті щелепи з подовженою мовою — ця здатність передалася симбіотам. Він також є досвідченим бійцем, використовуючи Некромеч вічної темряви для вбивства Целестіалів та інших богів, носячи при цьому броню з матерії симбіота. Броня Налла прикрашена червоним драконом та спіральною емблемою, яка була заснована на спіралі Каркози з серіалу «Справжній детектив».
Налл дебютував у кіно у фільмі Кіновсесвіт Людини-павука від Sony, Веном: Останній танець, де зіграв Енді Серкіс.

## Інтернет-ресурси
- Knull на Marvel.com
- Knull на Marvel Database, Wikia wiki, a Marvel Comics wiki
- Knull at Comic Vine
- Knull: Everything You Need to Know About Marvel's Symbiote God at CBR